# Gerrit Frederiksz de Witt
Pour les articles homonymes, voir de Witt.
Gerrit Frederiksz de Witt est un navigateur hollandais du XVIIe siècle.
Il est surtout connu pour avoir été un des premiers marins, après Pieter Nuyts en 1627, à atteindre en 1628 la côte ouest de l'Australie,,. Capitaine du Vianen (en), des conditions météorologiques difficiles l'y ont porté.